# 僕と彼女と彼女の生きる道
『僕と彼女と彼女の生きる道』（ぼくとかのじょとかのじょのいきるみち）は、2004年1月6日から3月23日まで、毎週火曜日22時 - 22時54分にフジテレビ系の「火曜22時枠」で放送されたテレビドラマである。関西テレビと共同テレビの共同制作。略称は『僕カノ』。

## 概要
『僕シリーズ3部作』の2作目で、本作は「絆」をテーマとしている。主演の草彅剛をはじめ大杉漣、小日向文世、浅野和之は『僕の生きる道』からの続投となる。平均視聴率20.8%、最高視聴率27.1%はいずれも3部作の中で最高となっており、草彅にとっては自身最大のヒット作である。また、娘役を演じた美山加恋が注目を集めたドラマ及び出世作でもあり、作中の「はい」という美山の台詞は視聴者に多くの印象を残した。
2004年9月18日の20:30 - 22:54に、それまでの名シーンの回想をメインに、徹朗と凛の半年後の姿を描いた『プレミアムステージ特別企画 僕と彼女と彼女の生きる道スペシャル』（視聴率20.6%）を放送した。
スペシャル放送から2年後の2006年10月から12月まで、3部作最終作『僕の歩く道』が放送された。独立したストーリーで、草彅、大杉、小日向、浅野、長山藍子が本作から引き続き出演している。

## あらすじ
仕事にしか興味がなく、家庭のことなど全く無関心な銀行員の男性・小柳徹朗はある日、突然妻から離婚を切り出される。理由もわからず戸惑う徹朗だったが、妻は幼い一人娘・凛を残して、家を出てしまう。最初、娘は妻の実家に預けようと徹朗は考えるが、凛の家庭教師の女性・ゆらのアドバイスもあり、娘と暮らし続けることを決意する。徹朗は次第に父親としての自覚を持っていく。

## キャスト

### 主要人物
小柳 徹朗〈29〉
演 - 草彅剛（〈小1〉：堀川裕生、〈少年期〉：池田優哉）
本作の主人公。みどり銀行東兜町支店法人営業部勤務。それまで銀行員として仕事一筋に生きてきたが、その為に家庭のことに対して無関心になりがちとなり、ある日妻の可奈子が離婚を切り出し、娘の凛を残して突然家を出て行ってしまう。最初は理由もわからず、娘を押し付けられたことに対してもそれまでと同じように仕事一筋でいたが、凛の家庭教師・ゆらとの交流を経て次第に娘を大切に想う優しい父親として目覚めていく。ゆらとは当初は考え方の違いから対立していたが、凛のことで助言をもらってからは凛のこと以外にも自身のことなどを相談し合える仲になる。娘のために銀行を辞め、自分の夢でもあった料理人の弟子として働く。最終的に親権は妻に移ってしまうが、会うことは許された。最終回から半年後もよき父として娘の凛と触れ合っている。
小柳 凛〈6〜7〉
演 - 美山加恋
小柳夫妻の一人娘であり、南ヶ丘小学校の1年生。基本的に礼儀の良い女の子。最初、徹朗のことは「一緒に住んでる男の人」ぐらいにしか思っていなかったため親子にもかかわらず敬語を使っていた。年相応に雷を怖がったり、環境の急激な変化や母親と離れたストレスから便秘になり一度入院している。家庭教師のゆらには心を開いており、ときどき悩み事を聞いてもらっている。学校では持ち物を盗まれる嫌がらせに遭い登校拒否になっていたことも。物語中盤からは徹朗の想いを受け取り、心を開いたのか敬語を使うシーンが少なくなっている。心を開いてからは父と一緒に台所でジュースを作ったり、転職先のレストランに父の様子を見に来たりするなど可愛い一面も。最終的に加奈子と一緒に神戸に行ってしまうが、最終回から半年後を描いたスペシャルでは初めて一人で新幹線に乗り、徹朗の下へと会いに行く様子が描かれた。
小柳 義朗〈52〉
演 - 大杉漣
徹朗の父で、可奈子の舅。息子には仕事一筋で出世してほしいと願う。息子同様に仕事一筋の人間であった為、孫である凛に対して接し方がわからず悩んでいたが、ゆらの助言で次第に凛を大切に想う祖父となる。
北島 ゆら〈27〉
演 - 小雪
本作のヒロインで凛の家庭教師。タイトルの僕と彼女と彼女のもう一人の彼女である。元は大手外資系証券会社のOLであったが退職している。仕事人間である徹朗に対して「娘とのコミュニケーションを」というアドバイスを幾つも提案し、徹朗の考えを大きく変えたキッカケとなった。徹朗とは家庭教師の仕事以外でもスーパーでよく会う関係。半年後を描いたスペシャルには登場しなかったものの、徹朗との交流は続いている模様。

### 徹朗の職場 みどり銀行関係者
宮林 功二〈34〉
演 - 東幹久
徹朗の先輩。可奈子とも顔見知りである。表には出さないが、実は誰よりも出世にこだわる人物であった。
岸本 肇〈21〜22〉
演 - 要潤
徹朗の部下。徹朗とは意見の相違もあるが、とても頼りにしている。坪井と交際するようになる。
坪井 マミ〈23〜24〉
演 - 山口紗弥加
徹朗の部下。3年前に徹朗と不倫関係に陥ったのをきっかけに、彼を慕うようになる。後に岸本と交際するようになる。
井上 啓一〈49〜50〉
演 - 小日向文世
徹朗の上司で法人営業部長。徹朗同様の仕事人間であったが、出世争いに負けたことをきっかけに自殺を図る。同時にかけがえのない家族の存在に気づき、表情も一変し性格も穏やかになる。一時は息を吹き返すが、直後に容態が急変して亡くなってしまう。
今枝 吾一
演 - 伊藤紘
徹朗が勤める東兜町支店の支店長。
香山 孝信
演 - 大高洋夫
井上の死後に着任した後任の部長。退職間近だった徹朗に「お前も負け組か」と言い放つ。

### ゆらの関係者
勝亦 亮太〈29〉
演 - 大森南朋
ゆらの大学時代からの友人。徹朗の離婚調停の際の弁護士を紹介する。ゆらに想いを寄せている。
谷川 亜希〈29〉
演 - 田村たがめ
ゆらの友人。凛を構いすぎるゆらを心配する。

### 大山家
小柳 可奈子 → 大山 可奈子〈30〜31〉
演 - りょう
徹朗の元妻。自分のことを「妻」ではなく「家政婦」のように扱う徹朗に嫌気が差し、また出産によって自分自身の夢をあきらめたことを結婚以来後悔しており、さらには徹朗が別の女性と不倫関係に陥ったことを知り、彼との離婚を切り出した。そのことから娘への愛情すら薄らいでいたが、夢のために飛び立った外国で娘の愛おしさに気づき、徹朗との親権争いになる。最終的に親権は自分に移るが、今の徹朗が自分の知っている徹朗ではないことを知り、数ヶ月で父親として自覚を持った徹朗を見て、娘との面会を許可する。
大山 美奈子〈62〉
演 - 長山藍子
加奈子の母。加奈子が出て行った後、仕事で残業や接待の多い徹朗の代わりに一時期、凛の身の回りの世話をしていた。比較的口下手な徹朗には理解があり色々とアドバイスをしていた。「子供は母親といるべき」という考えから最初は徹朗が男手ひとつで娘を育てていくことに反対だったが、次第に娘を想う父親になっていく徹朗を見て気持ちが変わってきた。裁判で徹朗のことを「立派な父親です」と話した。
大山 隆三〈66〜67〉
声 - 阿部六郎
加奈子の父。声のみの出演で、加奈子や妻との対話シーンもなかった。

### 調停・審判の関係者
審判官
演 - 遠藤たつお
調停委員
演 - 宇納侑玖
演 - 野田貴子
神田 理人
演 - 福本伸一
徹朗側の弁護士であり、勝亦亮太のいとこ。
原口 幸治
演 - 中根徹
可奈子側の弁護士。
村上 令子
演 - 長野里美
家庭裁判所の調査官。凛がそれぞれの親といっしょにいるときの様子を見に来る。

### その他
石田 和也〈50〜51〉
演 - 浅野和之
凛の通う南ヶ丘小学校の担任教師。自身の面子を大切にする典型的な仕事人間。徹朗はかつての仕事人間であった自分を見ているように思い、笑ってしまう。徹朗の影響からか、仕事人間から一変し、生徒と本気で接し始める。
斉藤 裕一〈40〉
演 - 松重豊
徹朗がみどり銀行退職後に勤めるようになった洋食屋「RESTAURANT Homer」のコック。最初はこの仕事を甘く見ている徹朗に厳しく接していたが、次第に料理人としてのやりがいを感じ始めた徹朗にぶっきらぼうながら料理を教えるようになる。

### ゲスト

#### 第3話
大河内 順一
演 - 二瓶鮫一
徹朗が融資を担当した大河内溶接工業の社長。
さくら〈小1〉
演 - 田中明
大河内社長の孫娘で凛と同じ年齢。大河内はとてもかわいがっており、自分と似ているところがあると言う。

#### 第5話
古山
演 - 中村方隆
凛の通う南ヶ丘小学校の校長。徹朗は、凛のいじめの問題を担任の石田が本気で取り組んでくれないとして校長に訴えた。

#### 第6話
患者
演 - 田村三郎
義朗が足の骨折で入院したときに隣のベッドにいた患者。義朗がいないときに徹朗が来た際に、ほかに見舞客は来ないから花でも持ってきたらと勧める。その後、徹朗が花を持って来たとき、義朗は息子がみどり銀行勤務であることをこの隣の患者に自慢げに話していたため、徹朗は病室に入れない気持ちになり、花を持ったまま帰ってしまう。

#### 第7話
青木伸二
演 - 林和義
ニコニコ信用金庫の採用担当。小柳を迎える新規部署の計画が延期になったので、法人営業部部長として来てくれないかと言う。その場合9時から5時までというわけにはいかないと言うと、徹朗は断った。
井上 美智代
演 - 大塚良重
井上の妻。

#### 第8話
人事部男
演 - 田子裕史
徹朗が採用面接に行った会社の人事担当者。「勤務時間について小柳さんの条件を受け入れるわけにはいかない」と言う。
ハローワーク職員
演 - 河野洋一郎
徹朗が「ここも残業ありそうですよね」と言うと「本当に正社員を希望されているんですか」と尋ねる。

## スタッフ
- 脚本 - 橋部敦子
- 音楽 - 本間勇輔
- 技術プロデューサー - 友部節子
- TD - 北山善弘（有限会社ジェニック）
- 撮影 - 浅野仙夫
- 照明 - 林広一（株式会社ロケット）
- 音声 - 竹中泰（有限会社シューティングスター）
- 映像 - 吉川博文
- 選曲 - 石井和之（株式会社スポット）
- 音響効果 - 阿比留菜穂子（株式会社スポット）
- 編集 - 朝原正志
- ライン編集 - 伊藤裕之
- MA - 古跡奈歩
- 美術プロデューサー - 杉川廣明
- セットデザイン - 柳川和央
- 美術進行 - 泉佳子
- 大道具 - 大地研之（チトセアート）、佐藤大輔（ダダ）
- 装飾 - 高橋寛（タカツメディアサービス）
- 持道具 - 清水夕佳里（タカツメディアサービス）
- 衣裳 - 小平理恵
- メイク - 永嶋麻子
- アクリル装飾 - 中村哲治（ヤマモリ）
- 建具 - 阿久津正巳（マエヤマ）
- 電飾 - 谷口雅彦（興進電化）
- 植木装飾 - 後藤健（野沢園）
- 編成 - 濱星彦
- 広報 - 水野愛子、大村節子
- スチル - チャールズ村上
- タイトル - 竹内真由美
- 車輌 - ドルフィンズ
- 演出補 - 髙橋伸之、小山田雅和
- 制作担当 - 中川真吾
- 制作主任 - 須藤唯晴
- 記録 - 竹本喜久子、田中久美子
- プロデューサー補 - 渡辺直美
- 協力 - バスク、フジアール、ベイシス、レモンスタジオ
- アソシエイトプロデューサー - 石原隆
- プロデューサー - 重松圭一、岩田祐二
- 演出 - 平野眞、三宅喜重、髙橋伸之
- 制作 - 関西テレビ、共同テレビ

## 主題歌
- &G（アンジー）「Wonderful Life」（ビクターエンタテインメント）
3部作で唯一SMAP名義の楽曲が主題歌になっておらず、当初は&Gの正体が稲垣吾郎であることも伏せられていた。
楽曲完成時に行なわれた「ドラマの内容からも幸せを予感させるような優しい歌声を持ったアーティストが良い」という話し合いで稲垣の名が挙がり、主演の草彅も賛同したことから、稲垣が歌うこととなった[1][2]。

## 放送日程
| 各話                                                           | 放送日        | サブタイトル | 演出     | 視聴率 |
| -------------------------------------------------------------- | ------------- | ------------ | -------- | ------ |
| 第1話                                                          | 2004年1月06日 | 離婚の朝     | 平野眞   | 19.3%  |
| 第2話                                                          | 2004年1月13日 | 別れの理由   | 平野眞   | 18.9%  |
| 第3話                                                          | 2004年1月20日 | 悲しき抱擁   | 平野眞   | 18.0%  |
| 第4話                                                          | 2004年1月27日 | 愛おしい娘   | 三宅喜重 | 19.4%  |
| 第5話                                                          | 2004年2月03日 | 娘のために   | 平野眞   | 20.5%  |
| 第6話                                                          | 2004年2月10日 | 娘との旅     | 三宅喜重 | 20.0%  |
| 第7話                                                          | 2004年2月17日 | 元妻の復讐   | 高橋伸之 | 20.2%  |
| 第8話                                                          | 2004年2月24日 | 凛を返せ!    | 平野眞   | 19.0%  |
| 第9話                                                          | 2004年3月02日 | 和解         | 三宅喜重 | 19.4%  |
| 第10話                                                         | 2004年3月09日 | 別離         | 平野眞   | 23.1%  |
| 最11話                                                         | 2004年3月16日 | サヨナラ凛   | 三宅喜重 | 23.2%  |
| 最終話                                                         | 2004年3月23日 | 絆           | 平野眞   | 27.1%  |
| 平均視聴率 20.8%（視聴率はビデオリサーチ調べ、関東地区・世帯） |               |              |          |        |

## 受賞歴
- 第40回ザテレビジョンドラマアカデミー賞[4]
  - 助演女優賞（美山加恋）
  - 新人賞（美山加恋）
  - 脚本賞（橋部敦子）
- 第7回日刊スポーツ・ドラマグランプリ 
  - 助演女優賞（小雪）
- 第1回TVnavi ドラマ・オブ・ザ・イヤー2004 
  - 優秀主演男優賞（草彅剛）
  - 最優秀助演女優賞（小雪）

## 関連商品
- 僕と彼女と彼女の生きる道 5枚入りDVDボックス （2004年6月25日、ビクターエンタテインメント）
- 僕と彼女と彼女の生きる道 DVD 全4巻（2004年6月25日、ビクターエンタテインメント）
- 僕と彼女と彼女の生きる道 VHS 全4巻（2004年6月25日、ビクターエンタテインメント）
- 僕と彼女と彼女の生きる道 サウンドトラック（2004年3月10日、ビクターエンタテインメント）
  - 作曲：本間勇輔
- 僕と彼女と彼女の生きる道 ノベライズ（2005年2月、角川書店）ISBN 978-4043715039
  - 著：橋部敦子